# ETHE1
ETHE1‏ (ETHE1, persulfide dioxygenase) هوَ بروتين يُشَفر بواسطة جين ETHE1 في الإنسان.

## البنية
يتكون الجين البشري ETHE1 من 7 إكسونات ويشفر بروتينًا يصل حجمه إلى 27 كيلو دالتون تقريبًا.

## الوظيفة
يُشفِّر هذا الجين بروتينًا يُعبَّر عنه بشكل رئيسي في الجهاز الهضمي، ولكن أيضًا في العديد من الأنسجة الأخرى مثل الكبد والغدة الدرقية.
يُعتقد أن بروتين ETHE1 يتمركز بشكل أساسي في مصفوفة الميتوكوندريا ويعمل كثنائي أكسجيناز الكبريت. أما مُزيلات الأكسجين الكبريتية فهي بروتينات تعمل في أيض الكبريت. يُعتقد أن بروتين ETHE1 يُحفّز التفاعل التالي:
كبريت + O2 + H2O ⇌ كبريتيت + 2 H+ (التفاعل الكلي)
(1أ) غلوتاثيون + كبريت ⇌ S-سلفانيل غلوتاثيون (بيركبريتيد غلوتاثيون، تفاعل تلقائي)
(1ب) S-سلفانيل غلوتاثيون + O2 + H2O ⇌ غلوتاثيون + كبريتيت + 2 H+
ويتطلب الحديد وربما الجلوتاثيون كعوامل مساعدة. يُعتقد أن الركيزة الفسيولوجية لـ ETHE1 هي بيرسلفيد الجلوتاثيون، وهو مستقلِب وسيط يشارك في تحلل كبريتيد الهيدروجين.

## الأهمية السريرية
يُعتقد أن الطفرات في جين ETHE1 تُسبب اعتلال الدماغ الإيثيلي، وهو خلل وراثي نادر في الأيض. وُجد أن المرضى الحاملين لطفرات ETHE1 يُظهرون نشاطًا أقل لـ ETHE1 وتقاربًا أقل لركيزة ETHE1. وبالمثل، أظهرت نماذج الفئران المُعالجة باستئصال جين Ethe1 انخفاضًا في استقلاب ثنائي أكسجيناز الكبريتيد وخصائص جمجمية لاعتلال الدماغ الإيثيلي. يؤدي انخفاض نشاط ثنائي أكسجيناز الكبريتيد إلى استقلاب غير طبيعي لكبريتيد الهيدروجين، وهو جزيء إشارات في الطور الغازي في الجهاز العصبي المركزي، ويُعتقد أن تراكمه يُثبط نشاط أوكسيديز السيتوكروم سي في السلسلة التنفسية للميتوكوندريا. ومع ذلك، قد تكون هناك مسارات أيضية أخرى مُشاركة، والتي قد تُؤثر على سمية كبريتيد الهيدروجين.

## التفاعل
لقد ثبت أن ETHE1 يتفاعل مع RELA.